# Morgan (Géorgie)
Pour les articles homonymes, voir Morgan.
La ville américaine de Morgan est le siège du comté de Calhoun, dans l’État de Géorgie.

## Démographie
| 1860 | 1870 | 1880 | 1890 | 1900 | 1910 |
| ---- | ---- | ---- | ---- | ---- | ---- |
| 187  | 126  | 111  | 180  | 240  | 302  |

| 1920 | 1930 | 1940 | 1950 | 1960 | 1970 |
| ---- | ---- | ---- | ---- | ---- | ---- |
| 341  | 249  | 282  | 304  | 293  | 280  |

| 1980 | 1990 | 2000  | 2010  | - | - |
| ---- | ---- | ----- | ----- | - | - |
| 364  | 252  | 1 464 | 1 861 | - | - |

Lors du recensement de 2000, sa population s’élevait à 1 464 habitants.

## Source
- (en) Cet article est partiellement ou en totalité issu de l’article de Wikipédia en anglais intitulé « Morgan, Georgia » (voir la liste des auteurs).